# Jérôme Gondorf
Jerôme Gondorf (Karlsruhe, 26 de junio de 1988) es un futbolista alemán que juega de centrocampista en el SG Stupferich alemán.

## Clubes
| Club                   | País     | Año       |
| ---------------------- | -------- | --------- |
| ASV Durlach            | Alemania | 2008-2010 |
| Stuttgarter Kickers    | Alemania | 2010-2013 |
| Darmstadt 98           | Alemania | 2013-2017 |
| Werder Bremen          | Alemania | 2017-2018 |
| SC Friburgo            | Alemania | 2018-2020 |
| Karlsruher SC (cedido) | Alemania | 2020      |
| Karlsruher SC          | Alemania | 2020-2024 |
| SG Stupferich          | Alemania | 2024-     |